# John Perry (philosophe)
Pour les articles homonymes, voir John Perry.
John Perry, né le 16 janvier 1943 à Lincoln (Nebraska) est un philosophe analytique américain,  professeur de philosophie émérite à l'Université Stanford ainsi qu'à l'Université de Californie à Riverside. Il est reconnu pour ses apports notables en logique, philosophie du langage, métaphysique, et en philosophie de l'esprit. Il a largement contribué au développement de la « sémantique de situation » (en collaboration avec Jon Barwise). Ses travaux sur l'indexicalité, l'identité personnelle et la connaissance de soi ont été souvent discutés par les philosophes du courant analytique et ont conduit à renouveler la réflexion sur ces sujets.
John Perry anime depuis 2004 un programme de radio à succès : Philosophy Talk, diffusé sur la chaîne publique de radio KALW, à San Francisco. Étant de son propre aveu un procrastinateur invétéré, John Perry a forgé le concept de « procrastination structurée » qu'il a vulgarisé et dont il a fait le plaidoyer dans un petit essai qui lui vaut aujourd'hui une reconnaissance internationale.

## Sémantique de situation
La « sémantique de situation » est une méthode d'analyse interdisciplinaire inaugurée par Jon Barwise et John Perry au tournant des années 1980. Elle fait intervenir la notion de contexte d'énonciation dans la signification des expressions linguistiques. Ces expressions ne sont pas seulement descriptives ; elles font également référence à des éléments de l'environnement grâce à des termes linguistique dont la signification renvoie au contexte de leur énonciation, comme « je » (qui désigne le locuteur de l'expression), « ici » (qui désigne le lieu où le terme est exprimé), « maintenant » (qui signifie le moment où l'expression est utilisée), etc. Ces termes sont appelés « démonstratifs », « indexicaux » ou encore « déictiques » et, selon John Perry, ils doivent leur pouvoir référentiel (leur capacité à désigner quelque chose du monde) à la règle linguistique qui leur est associée, une règle qui détermine le « rôle » de l’expression. 
Cette règle relie d'une façon particulière un objet déterminé à la profération de ce type de termes. Par exemple, pour l'expression « ici », cette règle a la forme : « "Ici" réfère au lieu dans lequel "ici" est prononcé ». Nous suivons alors une règle qualifiée de « token-reflexive », parce qu'elle détermine la référence d'un terme en mentionnant l'occurrence ou le token de ce même terme. D'après Perry, la « réflexivité » est une dimension essentielle de la pensée indexicale, qui constitue « la forme la plus haute de la réflexivité, la réflexivité exploitée par la signification ».

## Langage et action
Selon Perry, les termes indexicaux sont nécessaires à l'action rationnelle. Dans ses travaux de philosophie du langage, John Perry a mis en évidence des cas où l'indexicalité des termes démonstratifs est « essentielle ». Il a montré que certaines expressions contenant des termes indexicaux tels que « je », « maintenant » ou « là-bas » – termes dont la signification renvoie au contexte de leur énonciation – ne pouvaient être retranscrits dans des expressions ne faisant pas appel elles-mêmes à des indexicaux. 
Remplacer les indexicaux par des termes désindexicalisés comme les noms communs ou les noms propres rend en effet inexplicables dans la plupart des cas les comportements qui étaient parfaitement expliqués par les énoncés contenant des termes indexicaux. Par exemple, ma hâte d'atteindre la salle de conférence de l'Université Stanford n'est pas explicable par le simple fait que la réunion de l'équipe de recherche doit commencer lundi à 9 heures. Mais elle l'est parfaitement par le fait que je sais en plus que j'appartiens à cette équipe, qu'on est aujourd'hui lundi, qu'il est maintenant 8 heures 59, etc. 
C'est ce genre de croyance, où je suis engagé personnellement et dans laquelle la situation est décrite par rapport à moi à l'aide d'indexicaux, qui donne la raison de ma conduite. Ce mode d'accès particulier aux objets de mon environnement constitue une raison d'accomplir une action déterminée en fonction de mes croyances. Grâce à la pensée indexicale, nos croyances ont ainsi un pouvoir d'incitation sur nous qu'elles n'auraient pas autrement.

## Philosophie de l'esprit et physicalisme
John Perry aborde les problèmes de philosophie de l'esprit avec une posture physicaliste qui l'amène à adopter un « physicalisme antécédent », autrement dit, une position qui place d'avance ses investigations sous l’hypothèse physicaliste. Mais il critique ouvertement l’épistémologie courante associée à la physique qui en ferait une « vue de nulle part » sur le monde. 
L'épistémologie réductionniste en particulier se révèle insuffisante selon Perry. La faiblesse du réductionnisme tient au fait qu'il relève d'une conception trop simple de l'objectivité, en excluant toute considération sur la variété et la particularité des expériences. Cette faiblesse est manifeste en philosophie de l'esprit lorsqu'il est question de réduire les expériences conscientes à des processus physiques se réalisant dans le cerveau. Même si l'on admet, comme doit le faire un physicaliste, que l'expérience consciente est un processus cérébral, nous ne pouvons espérer observer un certain processus cérébral lorsque nous sommes attentifs à notre propre expérience. Il y a là deux modes d'accès irréductibles à un même événement se déroulant dans le réseau neuronal. Deux propositions peuvent comporter des termes ayant le même contenu référentiel (identité du référent) mais pas le même contenu cognitif (dualité du contenu). Le compte rendu physicaliste doit donc être enrichi d'une structure relationnelle qui intègre le point de vue du sujet.

## Œuvre

### Livre en français
- Problèmes d'indexicalité (recueil de textes) , tr. fr. sous la dir. de J. Dokic, F. Preisig, Standford/Paris, éd. SCLI, 1999.
- Kass Perry Dotterweich, John Perry: Un temps pour l'amitié, ed. Le Cerf, 1999.
- La Procrastination: L'art de remettre au lendemain, éd. Autrement, 2012.

### Livres en anglais
- (1978) A Dialogue on Personal Identity and Immortality. Indianapolis: Hackett Publishing Company.
- (1983) Situations and Attitudes (with Jon Barwise). Cambridge, MA: Bradford Books/MIT Press. (Reprinted with a new introduction by CSLI Publications, 1999.)
- (1993) The Problem of the Essential Indexical and Other Essays. New York: Oxford University Press. (Enlarged edition, Stanford: CSLI Publications, 2000.)
- (1999) Dialogue on Good, Evil and the Existence of God. Cambridge/Indianapolis: Hackett Publishing Company.
- (2001) Knowledge, Possibility and Consciousness. Cambridge, MA.: Bradford-MIT.
- (2001) Reference and Reflexivity. Stanford: CSLI Publications.
- (2002) Identity, Personal Identity and the Self, Selected Essays. Indianapolis: Hackett Publishing.
- (2012) The Art of Procrastination: A Guide to Effective Dawdling, Lollygagging and Postponing

### Articles en anglais
- (1972) "Can The Self Divide?". Journal of Philosophy, LXIX, no. 16, p. 463–88.
- (1977) "Frege on Demonstratives". The Philosophical Review, vol. 86, no. 4., p. 474–497.
- (1979) "The Problem of the Essential Indexical". Noûs 13, no. 1: 3–21.
- (1980) "A Problem about Continued Belief". Pacific Philosophical Quarterly 61, no. 4, p. 317–22.
- (1980) "Belief and Acceptance". Midwest Studies in Philosophy V, p. 533–42.
- (1981) "Semantic Innocence and Uncompromising Situations" (with Jon Barwise). Midwest Studies in Philosophy VI, p. 387–403.
- (1981) "Situations and Attitudes" (with Jon Barwise). Journal of Philosophy LXXVII, no. 1, p. 668–91.
- (1986) "From Worlds to Situations". Journal of Philosophical Logic 15, p. 83–107.
- (1986) "Thought Without Representation". Supplementary Proceedings of the Aristotelian Society, vol. 60, p. 263–83.
- (1988) "Cognitive Significance and New Theories of Reference". Noûs 2, no. 2, p. 1–18.
- (1989) "The Prince and the Phonebooth: Reporting Puzzling Beliefs" (with Mark Crimmins). Journal of Philosophy, p. 685–711.
- (1993) "Executions, Motivations and Accomplishments" (with David Israel and Syun Tutiya). The Philosophical Review, p. 515–40.
- (1994) "Fodor and Lepore on Holism". Philosophical Studies, 73, p. 123–138.